# Johannes Pflaum
Johannes Pflaum (* 1964 in Calw) ist ein deutsch-schweizerischer evangelikaler Theologe, Dozent und Autor.

## Leben und Wirken
Pflaum absolvierte nach dem Schulabschluss 1981 eine Ausbildung zum Verlagskaufmann und von 1983 bis 1988 ein Studium am Theologischen Seminar der Liebenzeller Mission. Danach arbeitete er bis 1993 als Gemeinschaftspastor im Liebenzeller Gemeinschaftsverband, bevor er in eine Freie Evangelische Gemeinde in der Schweiz berufen wurde. Zwei Jahre lang war er Mitarbeiter des „Missionswerks Arche“ in Ebnat-Kappel, Kanton St. Gallen.
Seit 2000 ist Pflaum als Referent des „Bibel-Lehr-Dienstes“ im In- und Ausland tätig. Am „Europäischen Bibel Trainings Centrum“ (EBTC) in Zürich ist er Dozent für Homiletik, Hermeneutik, Praktische Theologie und Bibelkunde. Er ist 1. Vorsitzender des „Maleachi-Kreises e.V.“, gehört zum Vorstand des „Bibelbundes Schweiz“ und dient als Ältester in der Gemeinde „Christliche Versammlung Sennwald“.
Johannes Pflaum ist ein Sohn von Lienhard Pflaum und verheiratet mit Dagmar. Das Paar hat fünf Kinder und wohnt in Neu St. Johann, Kanton St. Gallen.

## Veröffentlichungen
- Wirklich gerettet? Die Frage nach der Heilsgewissheit, Christlicher Mediendienst, Hünfeld 2011, ISBN 978-3-939833-33-8.
- Ist Jesus Christus Gott? Was lehrt die Heilige Schrift?, CMD, Hünfeld 2009; überarbeitete und erweiterte Neuauflage: EBTC Media, Berlin 2018, ISBN 978-3-947196-06-7.
- Der Weg zur Weihnachtsfreude, MediaKern-Verlag, Friesenheim-Schuttern 2011, ISBN 978-3-8429-3006-3.
- Brennpunkt biblische Prophetie: Wie oft wird Israel von Gott noch wiederhergestellt werden?, Verlag Mitternachtsruf, Dübendorf 2018, ISBN 978-3-85810-437-3.
- Mut für morgen. Nachfolge im starken Gegenwind, Christliche Verlagsgesellschaft, Dillenburg 2022, ISBN 978-3-86353-758-6.
- Foto-Texthefte der Heftreihe „Miniperlen“, mit kurzen meditativen Texten
  - Weihnachten – Fest der Liebe Gottes, Johannis-Verlag, Lahr 2006, ISBN 978-3-501-19731-8.
  - Weihnachten – er kommt!, Johannis-Verlag, Lahr 2007, ISBN 978-3-501-19735-6.
  - Echte Weihnachtsfreude, Johannis-Verlag, Lahr 2008, ISBN 978-3-501-19737-0.
  - Der Stern von Bethlehem, Johannis-Verlag, Lahr 2009, ISBN 978-3-501-19738-7.
  - Weihnachten – das Versprechen erfüllt sich, MediaKern-Verlag, Friesenheim-Schuttern 2010, ISBN 978-3-8429-4600-2.
  - Weihnachten – überreich beschenkt, MediaKern-Verlag, Friesenheim-Schuttern 2011, ISBN 978-3-8429-4601-9.
  - Weihnachten – der Retter ist da, MediaKern-Verlag, Friesenheim-Schuttern 2012, ISBN 978-3-8429-4603-3.
  - Weihnachten – Gesegnetes Fest, MediaKern-Verlag, Wesel 2013, ISBN 978-3-8429-4606-4.
  - Vom Weihnachtstrubel zum Weihnachtsjubel, MediaKern-Verlag, Wesel 2014, ISBN 978-3-8429-4607-1.
  - Licht in unsere Dunkelheit, Christliche Buchhandlung Wolfgang Bühne, Meinerzhagen 2014, ISBN 978-3-941888-37-1.
  - Wie Ochs und Esel zur Krippe kamen, MediaKern-Verlag, Wesel 2015, ISBN 978-3-8429-4620-0.
  - Das ultimative Geschenk, Christliche Buchhandlung Wolfgang Bühne, Meinerzhagen 2016, ISBN 978-3-941888-85-2.
  - Der geheimnisvolle Stern, Christliche Buchhandlung Wolfgang Bühne, Meinerzhagen 2017, ISBN 978-3-941888-79-1.
  - Stille Nacht – alles kracht!?, Buchhandlung Bühne, Meinerzhagen 2019, ISBN 978-3-947602-04-9.
  - Weihnachten – denk einmal nach!, MediaKern-Verlag, Wesel 2019, ISBN 978-3-8429-4631-6.
  - Licht in unsere Dunkelheit, Christliche Buchhandlung Wolfgang Bühne, Meinerzhagen 2019, ISBN 978-3-941888-37-1
  - Weihnachten – Was bleibt?, MediaKern-Verlag, Wesel 2020, ISBN 978-3-8429-4636-1.
  - Weiße Weihnachten und der Klimawandel, Christliche Buchhandlung Wolfgang Bühne, Meinerzhagen 2020, ISBN 978-3-947602-08-7.
  - Das Wunder von Weihnachten, Christliche Buchhandlung Wolfgang Bühne, Meinerzhagen 2021, ISBN 978-3-947602-14-8.
  - Frieden auf Erden?, Christliche Buchhandlung Wolfgang Bühne, Meinerzhagen 2022, ISBN 978-3-947602-15-5.
  - Das ultimative Geschenk, Christliche Buchhandlung Wolfgang Bühne, Meinerzhagen 2022, ISBN 978-3-941888-85-2.
  - Frohes Fest?, Christliche Buchhandlung Wolfgang Bühne, Meinerzhagen 2023, ISBN 978-3-947602-22-3.

als Mitautor
- Gefährliche Stille! Wie die Mystik die Evangelikalen erobern will, Christliche Literatur-Verbreitung, Bielefeld 2010, ISBN 978-3-86699-226-9.
- Die Bibel fasziniert mich ... (Maleachi-Kreis Hrsg.), CLV, Bielefeld 2012, ISBN 978-3-86699-244-3.
- Verführung auf leisen Sohlen: die zersetzende Wirkung der Emerging Church (Maleachi-Kreis Hrsg.), CLV, Bielefeld 2014, ISBN 978-3-86699-260-3.
- Ersatztheologie: ist Israels Zukunft Vergangenheit? (mit Norbert Lieth), Verlag Mitternachtsruf, Dübendorf 2014, ISBN 978-3-85810-033-7.
- Das verschleuderte Erbe: Die Reformation und die Evangelikalen (Hrsg.), CLV, Bielefeld 2017, ISBN 978-3-86699-280-1.
- Warum nur musste es Weihnachten werden? (mit Norbert Lieth, Nathanael Winkler, René Malgo), Christliche Verlagsgesellschaft, Dillenburg 2021, ISBN 978-3-86353-785-2.

Beiträge
- Die Sprache Kanaans: Ist sie ein Hindernis für moderne Zuhörer?. In: Monatszeitschrift „Fest und Treu“, 3/2001, S. 4–5.